# Tsuma yo bara no yō ni
Tsuma yo bara no yō ni (妻よ薔薇のやうに, lit. "Minha esposa, como uma rosa") (prt: Que Sejas Como Uma Rosa, Oh, Minha Mulher), também intitulado Kimiko, é um filme de comédia dramática japonês de 1935 dirigido por Mikio Naruse. É baseado em Futari tsuma (二人妻, lit. "duas esposas"), uma peça shinpa do dramaturgo japonês Minoru Nakano. Além de ser um dos primeiros filmes sonoros de Naruse, ele também foi um dos primeiros longas japoneses lançados nos cinemas dos Estados Unidos.

## Sinopse
Kimiko, uma jovem moderna de Tóquio, mora sozinha com sua mãe, a poetisa Etsuko. Etsuko ainda sofre por Shunsaku, seu ex-marido, que a trocou pela família de Oyuki, uma ex-gueixa, há quinze anos, embora Kimiko se lembre do casamento de seus pais como sendo infeliz. O único contato entre Shunsaku, Etsuko e sua filha se dá através da pensão que ele dá mensalmente. Kimiko viaja para o campo para convencer Shunsaku a retornar para a família, já que o pai de seu namorado Seiji quer conhecê-lo antes de permitir o casamento de Kimiko e Seiji. Contrariando suas expectativas, Shunsaku está feliz com sua nova esposa e seus dois filhos, e Oyuki acaba sendo uma pessoa calorosa, em vez da mulher calculista e egoísta que Kimiko pensou que ela fosse. Ela não só apoia o marido, cujo negócio vai mal, mas também é ela, e não Shunsaku, quem envia o dinheiro para Etsuko e Kimiko. Shunsaku concorda em ir para Tóquio com Kimiko, mas depois de pequenos conflitos entre ele e sua ex-esposa, Shunsaku volta para Oyuki e seus filhos, enquanto Kimiko finalmente aceita que o passado não pode ser revertido.

## Elenco

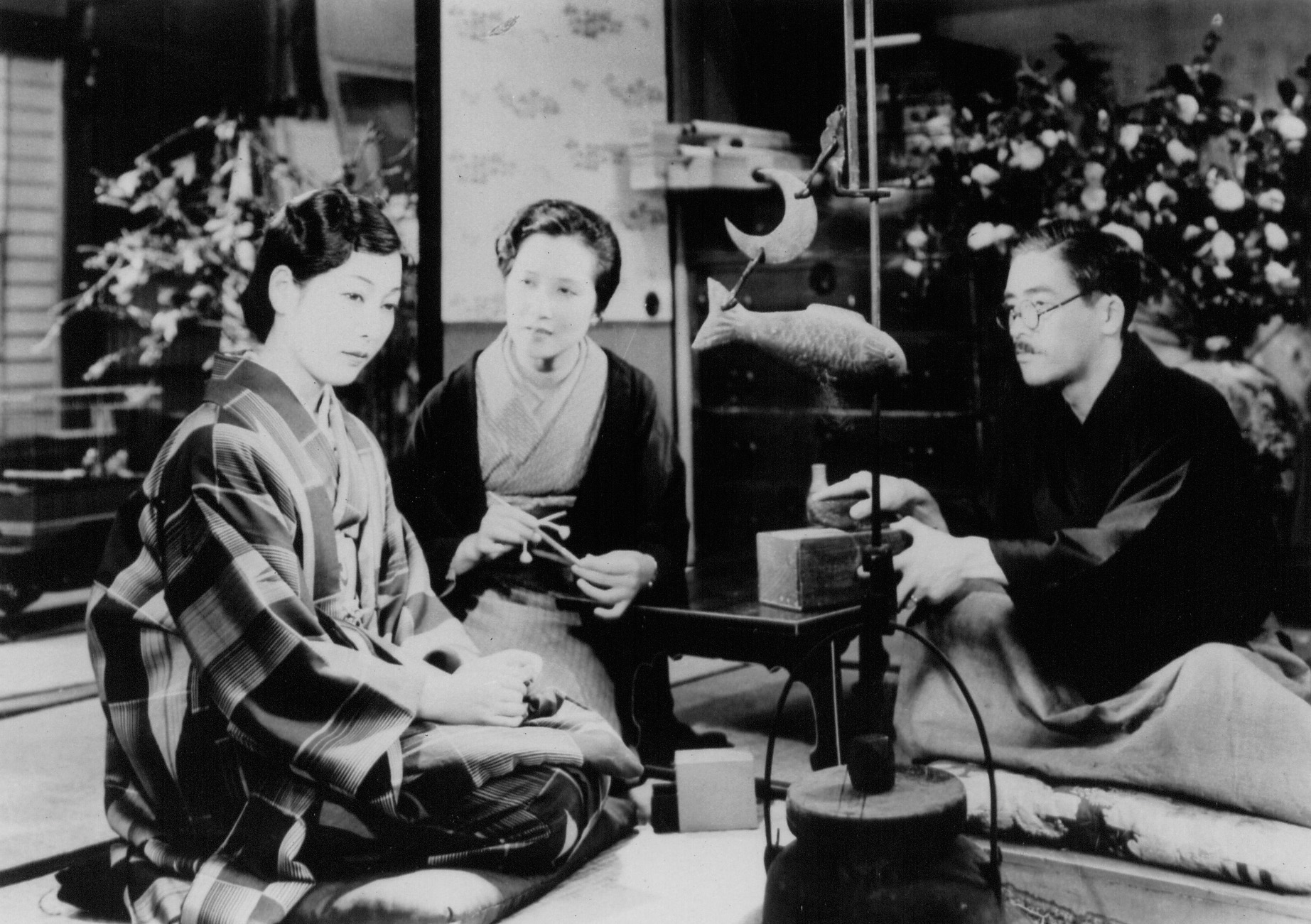
Os atores (da esquerda a direita) Sachiko Chiba, Chikako Hosokawa e Kamatari Fujiwara

- Sachiko Chiba como Kimiko Yamamoto
- Heihachirō Ōkawa como Seiji, namorado de Kimiko
- Yuriko Hanabusa como Oyuki
- Tomoko Itō como Etsuko, mãe de Kimiko
- Setsuko Horikoshi como Shizuko, filha de Oyuki
- Chikako Hosokawa como esposa de Shingo
- Sadao Maruyama como Shunsaku, pai de Kimiko
- Kaoru Itō como Kenichi, filho de Oyuki
- Kamatari Fujiwara como Shingo, irmão de Etsuko

## Produção e lançamento
Naruse havia ingressado nos estúdios PCL (que logo se fundiria com a Toho) apenas no ano anterior, em 1934, insatisfeito com as condições de trabalho na Shochiku. Tsuma yo bara no yō ni recebeu o Prêmio Kinema Junpo de 1936 na categoria Melhor Filme do Ano e estreou em Nova York, em 1937, sob o título Kimiko.

## Legado
Até então, historiadores de cinema enfatizam a "sensação alegre e moderna", o "estilo visual inovador" e as "atitudes sociais progressistas" do filme. Ele foi exibido no Museu de Arte Moderna de Nova York em 1985 e no Harvard Film Archive em 2005 como parte de suas retrospectivas sobre as obras de Mikio Naruse, e na Cinémathèque Française em 2018.